# Tlabung
Tlabung is een census town in het district Lunglei van de Indiase staat Mizoram. 

## Demografie
Volgens de Indiase volkstelling van 2001 wonen er 3675 mensen in Tlabung, waarvan 54% mannelijk en 46% vrouwelijk is. De plaats heeft een alfabetiseringsgraad van 75%. 